# Jean-Christian Saboye
Jean-Christian Saboye est un footballeur français né le 12 octobre 1969 à Marseille. Il évoluait au poste de défenseur.

## Biographie
Jean-Christian Saboye joue un match en Division 1 avec le Montpellier HSC puis passe deux saisons en Division 2 avec l'Olympique avignonnais.